# Дракула (филм, 1992)
Вижте пояснителната страница за други значения на Дракула.
„Дракула“ (на английски: Bram Stoker's Dracula, познат като Дракула по Брам Стокър) е филм на ужасите, режисиран от Франсис Форд Копола.
Представлява филмова адаптация на романа на Брам Стокър „Дракула“. Смята се, че прототип на Дракула е владетелят Влад Цепеш, наричан още Дракула (1431 – 1476), живял във Влашко. В главната роля на граф Дракула се изявява Гари Олдман. Уинона Райдър играе Мина Харкър и Елизабет, Антъни Хопкинс – професор Ван Хелсинг, Киану Рийвс – Джонатан Харкър, Ричард Грант– д-р Стюърд, Кари Елуис – Артър Холмууд, Били Кембър – Куинси Морис, Сейди Фрост – Луси Уестънра, Том Уейтс – Рънфилд, Моника Белучи – една от трите вещици. Филмът жъне голям финансов успех и е добре приет от критиците, освен това утвърждава Олдман като един от популярните злодеи в американското кино.

## Сюжет
Филмовата адаптация на „Дракула“ по романа на Стокър ни отнася някъде далеч в Карпатите в замъка на ужасите. Там оживяват всички зли сили и човек не е стъпвал от години. Джонатан Харкър е адвокатски пълномощник, изпратен в замъка от господин Хоукинс – адвокат, чийто клиент е най-известният вампир за всички времена – граф Дракула. Мисията му е да даде пълен отчет и подробни разяснения на клиента чужденец, засягащи желанието му да купи представителен имот в Лондон. Целият филм и романът се развиват на базата на разглеждани дневници на главните герои.
В началото е показан много важен момент – животът на Влад Дракула, когато е бил млад и силен. Любимата му, Елизабет, се самоубива, след като разбира, че той може да не се завърне от битката, на която заминава. Това променя твърдите му християнски убеждения и го ранява дълбоко.
Докато г-н Харкър пътува към далечните карпатски земи, графът му изпраща писма, в които го упътва как да стигне до обгърнатия в мистерии замък. Пътникът преживява всякакви стряскащи неща, преминавайки през тъмните и необитаеми пътища. Когато пристига на конкретното място, Джонатан вече е нащрек, имайки предвид нещата, които е преживял по време на пътуването. Дракула е гостоприемен, той настанява своя гост и дори го кани да му гостува за поне месец. Ужасите, на които Харкър става свидетел, колкото и скрити да са те, го убеждават, че е попаднал на място, от което трябва незабавно да се измъкне.
Следващите моменти във филма представят Люси, Мина и Ранфийлд. Много важно е пристигането на графа в Лондон. Прекаран е на кораб в сандък, който кораб също е обгърнат в мистерии. Започват да се случват странни и необясними неща. Първата жертва на вампира е Люси – той се възползва от нейната слабост и постепенно я убива, превръщайки я в същото полумъртво създание, което е самият той – носферату.
Граф Дракула може да променя облика си – превръща се в млад и красив, в гущероподобен, в прилеп. Когато пристига в града, той се преструва на турист, който има нужда от упътване. Така среща Мина и между тях пламва любов, която тя се опитва да забрави през цялото време. Оригинално вмъкване във филма е невероятната прилика между Мина и Елизабет – любимата на Влад Дракула, когато е бил жив. Може би той вижда в Мина именно своята изгубена любов.
Докато Люси бива измъчвана от вампира, Артър Холмууд, нейният любим, се свързва с д-р Стюърд, за да пристигне и да разбере от какво боледува младото момиче. Докторът не намира здравословна причина за нейните страдания и телеграфира на Ван Хелсинг. Именно професор Хелсинг вижда и осъзнава какво се случва с нея. Люси умира, преминава в полумъртво състояние и започва да наранява деца. Малко след това, за да спаси душата ѝ, Ван Хелсинг нарежда да се откъсне главата от тялото ѝ и да се забие кол в гърдите ѝ.
Графът посяга да направи безсмъртна и Мина, за да е с нея вечно. Малко след като прави това, той бяга и бива преследван от професор Ван Хелсинг,
д-р Стюърд, Артър Холмууд и Куинси Морис. Професорът убива трите жени в замъка на Дракула. След това и самият Дракула бива намерен от тях и ранен, докато още е нощ и е в сандъка. Тук отново е намесен любовният сюжет, когато Мина плаче над ранения си любим, но по негова молба тя го убива, за да спаси душата му.

## Съпоставка между романа и филма
Филмовата адаптация на „Дракула“ на Брам Стокър се различава доста от романа. Въпреки че събитията и тяхната хронология съвпадат с него, има променени и добавени сюжетни линии. Копола ни представя един малко по-различен на външен вид Дракула, но също всяващ ужас. В адаптацията е добавен кратък епизод преди оригиналното начало, където е показан Дракула приживе – това, което се случва с него, самоубийството на любимата му, как изживява драмата на живота си и губи вярата в Христос. Такъв епизод в романа няма, той е добавен от Копола във филмовата версия. Дракула е представен и по-чувствителен, имащ нужда от любов, така адаптацията придобива по-емоционален план. Добавена е любовна сюжетна линия между графа и Мина Харкър. Има застъпена еротична линия. Разлика има и в края на двете творби – филмовата и литературната – в книгата графът е директно убит в сандъка си, а във филма той първоначално само е ранен, Мина отива разплакана при него, обяснявайки му колко го обича, след това го убива по негова молба, а тя бива излекувана. Атмосферата е представена от режисьора много точно – страховитото се усеща през целия филм.

## В ролите
| Изпълнител      | Роля                          |
| --------------- | ----------------------------- |
| Гари Олдман     | Граф Дракула                  |
| Уинона Райдър   | Мина Мюрей, Елизабета         |
| Антъни Хопкинс  | Професор Ейбрахам Ван Хелсинг |
| Киану Рийвс     | Джонатан Харкър               |
| Ричард Грант    | Доктор Джон Сюард             |
| Кари Елуис      | Лорд Артър Холмууд            |
| Бил Кембъл      | Куинси Морис                  |
| Сейди Фрост     | Люси Уесентра                 |
| Том Уейтс       | Рейнфийлд                     |
| Моника Белучи   | Невестата на Дракула          |
| Микаела Берку   | Невестата на Дракула          |
| Флорина Кендрик | Невестата на Дракула          |